# Mezencefal

Mezencefalul se află între telencefal și rombencefal

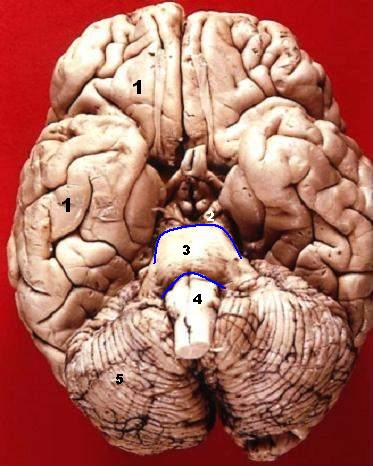
Mezencefalul: (2), (3)

Mezencefalul este o parte a sistemului nervos central și partea superioară a trunchiului cerebral, aflată în continuarea cranială a punții, fiind separat de aceasta prin șanțul pondopeduncular. Este cel mai mic segment al encefalului.
Mezencefalul, cunoscut și sub denumirea de creierul mijlociu sau midbrain, este o parte fundamentală a trunchiului cerebral. Este situat între diencefal (care include talamusul și hipotalamusul) și puntea lui Varolio (o altă componentă a trunchiului cerebral). Mezencefalul joacă un rol crucial în numeroase funcții de bază ale creierului, inclusiv controlul mișcărilor oculare, reglarea somnului și veghei, precum și procesarea auditivă și vizuală.

### Dezvoltarea embriologică
Mezencefalul provine din vezicula mezencefalică a tubului neural în timpul dezvoltării embrionare. În stadiile incipiente ale dezvoltării, tubul neural se diferențiază în trei vezicule primare: prosencefal (creierul anterior), mezencefal (creierul mijlociu) și rombencefal (creierul posterior). Mezencefalul este, în esență, responsabil pentru conectarea și coordonarea activităților între diferitele părți ale creierului.

### Structura și funcțiile mezencefalului
Mezencefalul este alcătuit din mai multe structuri importante:
1. Tegmentum: Este partea anterioară a mezencefalului și include mai multe structuri esențiale:
  - Substanța neagră (Substantia nigra): Implicată în controlul mișcărilor voluntare și asociată cu boala Parkinson, care rezultă din degenerarea neuronilor dopaminergici din această regiune.
  - Nucleul roșu: Implicat în coordonarea mișcărilor motorii.
2. Tectum: Este partea posterioară a mezencefalului și include coliculii superiori și inferiori:
  - Coliculii superiori: Responsabili pentru reflexele vizuale, cum ar fi mișcările oculare.
  - Coliculii inferiori: Participă la procesarea auditivă, fiind un centru important pentru integrarea semnalelor auditive.
3. Acvaductul lui Sylvius (acvaductul cerebral): Este un canal îngust care transportă lichidul cefalorahidian între al treilea și al patrulea ventricul cerebral. Blocarea acestui canal poate duce la hidrocefalie, o afecțiune în care presiunea intracraniană crește din cauza acumulării de lichid.

### Istoria studiului mezencefalului
Studiul mezencefalului a evoluat de-a lungul timpului, începând cu descoperirile anatomice din perioada Renașterii, când primele descrieri detaliate ale structurilor cerebrale au fost realizate. În secolele XIX și XX, odată cu avansul neuroștiinței și tehnicilor de imagistică cerebrală, cunoașterea funcțiilor specifice ale mezencefalului a crescut exponențial. Descoperirea implicării substanței negre în boala Parkinson a fost una dintre cele mai semnificative realizări în înțelegerea patologiilor cerebrale.
În prezent, cercetările asupra mezencefalului continuă să se extindă, cu scopul de a descoperi noi metode de tratare a afecțiunilor neurodegenerative și de a înțelege mai bine rolurile sale complexe în funcțiile cognitive și motorii.
1. ↑  Max, Farmacistul Dr. „Trunchi cerebral: ce este, functii, rol”. Dr.Max Farmacie. Accesat în 14 aprilie 2025.